# Mlynky
Mlynky é um município da Eslováquia, situado no distrito de Spišská Nová Ves, na região de Košice. Tem 25,05 km² de área e sua população em 2018 foi estimada em 531 habitantes.

## Demografia
| Ano:        | 1994 | 2004    | 2014   | 2024    |
| ----------- | ---- | ------- | ------ | ------- |
| Broj ljudi: | 675  | 589     | 563    | 497     |
| Razlika:    |      | -12,74% | -4,41% | -11,72% |

| Ano:               | 2023 | 2024   |
| ------------------ | ---- | ------ |
| Número de pessoas: | 492  | 497    |
| Diferença:         |      | +1,01% |